# Episodi di Star Trek: Deep Space Nine (sesta stagione)
La sesta stagione della serie televisiva Star Trek: Deep Space Nine, composta da 26 episodi, è stata trasmessa negli Stati Uniti in syndication dal 29 settembre 1997 al 17 giugno 1998.
In Italia è stata trasmessa da LA7 dal 29 ottobre 2001 al 23 aprile 2002.
| nº | Titolo originale                  | Titolo italiano                | Prima TV USA      | Prima TV Italia  |
| -- | --------------------------------- | ------------------------------ | ----------------- | ---------------- |
| 1  | A Time to Stand                   | Il momento di resistere        | 29 settembre 1997 | 29 ottobre 2001  |
| 2  | Rocks and Shoals                  | Asperità e ingiustizie         | 6 ottobre 1997    | 5 novembre 2001  |
| 3  | Sons and Daughters                | Figli                          | 13 ottobre 1997   | 12 novembre 2001 |
| 4  | Behind the Lines                  | Dietro le linee                | 20 ottobre 1997   | 19 novembre 2001 |
| 5  | Favor the Bold                    | Aiuta gli audaci               | 27 ottobre 1997   | 26 novembre 2001 |
| 6  | Sacrifice of Angels               | Il sacrificio degli angeli     | 3 novembre 1997   | 3 dicembre 2001  |
| 7  | You are Cordially Invited...      | Siete cordialmente invitati... | 10 novembre 1997  | 10 dicembre 2001 |
| 8  | Resurrection                      | Resurrezione                   | 17 novembre 1997  | 17 dicembre 2001 |
| 9  | Statistical Probabilities         | Probabilità statistiche        | 24 novembre 1997  | 24 dicembre 2001 |
| 10 | The Magnificent Ferengi           | I magnifici Ferengi            | 1º gennaio 1998   | 31 dicembre 2001 |
| 11 | Waltz                             | Valzer                         | 8 gennaio 1998    | 7 gennaio 2002   |
| 12 | Who Mourns for Morn?              | Chi piange per Morn?           | 4 febbraio 1998   | 14 gennaio 2002  |
| 13 | Far Beyond the Stars              | Lontano, oltre le stelle       | 11 febbraio 1998  | 21 gennaio 2002  |
| 14 | One Little Ship                   | Una piccola grande nave        | 18 febbraio 1998  | 28 gennaio 2002  |
| 15 | Honor Among Thieves               | Onore tra i ladri              | 25 febbraio 1998  | 4 febbraio 2002  |
| 16 | Change of Heart                   | Cuori klingon                  | 4 marzo 1998      | 11 febbraio 2002 |
| 17 | Wrongs Darker than Death or Night | Torti peggiori della morte     | 1º aprile 1998    | 18 febbraio 2002 |
| 18 | Inquisition                       | Inquisizione                   | 8 aprile 1998     | 25 febbraio 2002 |
| 19 | In the Pale Moonlight             | La coscienza di un ufficiale   | 15 aprile 1998    | 4 marzo 2002     |
| 20 | His Way                           | A modo suo                     | 22 aprile 1998    | 11 marzo 2002    |
| 21 | The Reckoning                     | Il giudizio                    | 29 aprile 1998    | 18 marzo 2002    |
| 22 | Valiant                           | La Valiant                     | 6 maggio 1998     | 25 marzo 2002    |
| 23 | Profit and Lace                   | Profitti e merletti            | 13 maggio 1998    | 1º aprile 2002   |
| 24 | Time's Orphan                     | Orfana del tempo               | 20 maggio 1998    | 8 aprile 2002    |
| 25 | The Sound of Her Voice            | Il suono della sua voce        | 10 giugno 1998    | 15 aprile 2002   |
| 26 | Tears of the Prophets             | Le lacrime dei Profeti         | 17 giugno 1998    | 23 aprile 2002   |

## Il momento di resistere
- Titolo originale: A Time to Stand
- Diretto da: Allan Kroeker
- Scritto da: Ira Steven Behr e Hans Beimler

### Trama
Sono trascorsi ormai tre mesi da quando la stazione spaziale Deep Space Nine è stata occupata dal Dominio e dai Cardassiani. La guerra non volge a favore della Federazione e, mentre la USS Defiant viene riparata dai danni subiti in battaglia, il capitano Sisko e i suoi ufficiali si trovano ad affrontare una missione molto delicata: a bordo di un vascello jem'hadar devono riuscire a raggiungere un importante deposito di ketracel bianco nel Quadrante Gamma e distruggerlo. Il problema è capire come farlo volare, come stare diverse settimane senza replicatori, senza infermeria e tanto altro che ai Jem'Hadar non serviva. Il bianco si sta rendendo necessario per le truppe e Gul Dukat ha difficoltà a disinnescare le mine piazzate da Sisko prima dell'evacuazione, cosa che rende Weyoun scontento. Kira intanto è in difficoltà perché Dukat non le nasconde che ha un certo interesse a iniziare una relazione con lei e non esita a farle notare che potrebbe renderle la vita difficile sulla stazione. In cambio del reintegro del servizio di sorveglianza bajoriano, Odo accetta di diventare membro del Consiglio Dirigente della stazione insieme a Weyoun e a Dukat, quest'ultimo tutt'altro che contento, specie del fatto che Weyoun è pronto ad accontentare qualsiasi richiesta di Odo, in quanto Fondatore. Il sabotaggio di Sisko è un successo, ma l'esplosione li investe e danneggia i motori a curvatura: impiegherebbero più di 17 anni a tornare alla base e sono alla deriva.
- Altri interpreti: Brock Peters (Joseph Sisko), Andrew J. Robinson (Garak), Jeffrey Combs (Weyoun), Marc Alaimo (Gul Dukat), Aron Eisenberg (Nog), J.G. Hertzler (generale Martok), Casey Biggs (Damar), Barry Jenner (ammiraglio Ross)
- L'episodio è dedicato alla memoria di Brandon Tartikoff, dirigente della Paramount Pictures scomparso nel 1997 a soli 48 anni.[1]

## Asperità e ingiustizie
- Titolo originale: Rocks and Shoals
- Diretto da: Michael Laurence Vejar
- Scritto da: Ronald D. Moore

### Trama
Data Stellare 51096.2. Con la nave jem'hadar seriamente danneggiata, Sisko è costretto a rifugiarsi in una nebulosa, che però crea altri problemi ai sistemi e li fa precipitare su un pianeta sconosciuto. Rimangono intrappolati, senza nave e con Jadzia Dax seriamente ferita. Presto scoprono un insediamento jem'hadar comandato da un Vorta gravemente ferito; i soldati sono disperati per lo scarseggiare del ketracel, che deve essere razionato. Garak e Nog vengono catturati e portati al cospetto del Vorta, che vuole scambiarli con il capitano Sisko e con il dottor Bashir. Sisko accetta e Bashir cura il Vorta, che manda i suoi soldati in un attacco suicida: infatti il bianco è finito e lui non potrebbe più gestire i Jem'Hadar in crisi di astinenza. Sisko offre ai Jem'Hadar la possibilità di arrendersi ed essere messi in stasi fino a quando non troveranno altro bianco e dice loro che il Vorta Keevan li ha traditi. Tuttavia, loro devono rispettare l'ordine delle cose e il motivo per cui sono stati creati e preferiscono attaccare Sisko, che a questo punto deve dare ordine di ucciderli. Keevan si presenta come se nulla fosse e Sisko deve resistere alla tentazione di ucciderlo per il disprezzo che prova per quell'alieno.
Intanto, sulla stazione, una Vedek organizza una manifestazione di protesta contro la presenza cardassiana e del Dominio, ma Kira e Odo la vietano per una questione di ordine pubblico: la Vedek dunque per protesta si suicida sulla passeggiata; questo fa andare il maggiore in crisi, tanto che desidera riprendere in mano le armi della resistenza.
- Altri interpreti: Andrew J. Robinson (Garak), Phil Morris (terzo in comando jem'hadar), Christopher Shea (Keevan), Aron Eisenberg (Nog), Paul Eckstein (Lilyan Chauvin), Sarah MacDonnell (Joseph Fuqua)

## Figli
- Titolo originale: Sons and Daughters
- Diretto da: Jesús Salvador Treviño
- Scritto da: David Weddle e Bradley J. Thompson

### Trama
Sulla Rotarran, la nave su cui Worf presta servizio come primo ufficiale ai comandi di Martok, arrivano nuove leve, tra cui Alexander Rozhenko, il figlio di Worf che egli non vede né sente da cinque anni e che aveva mandato sulla Terra dai nonni terrestri. Il ragazzo non ha ricevuto un'educazione klingon, malgrado Worf abbia provato a insegnargli le tradizioni klingon nei suoi primi anni di vita, ed è totalmente inadatto sia ad affrontare una battaglia, sia a integrarsi nell'equipaggio. Inoltre Worf non comprende cosa l'abbia spinto ad arruolarsi in squadre di combattimento. Durante un attacco il giovane avrà modo di trovare il suo spazio e i suoi obiettivi. Nel frattempo Ziyal torna su Deep Space Nine per riunirsi a sua volta col padre, Dukat; quest'ultimo tenta di usare l'affetto che Kira ha per la ragazza per avvicinarsi al maggiore, per la quale non fa mistero di provare interesse.
- Altri interpreti: Marc Worden (Alexander Rozhenko), Marc Alaimo (Gul Dukat), J.G. Hertzler (generale Martok), Melanie Smith (Tora Ziyal), Casey Biggs (Damar), Sam Zeller (Ch'Targh), Gabrielle Union (N'Garen)

## Dietro le linee
- Titolo originale: Behind the Lines
- Diretto da: LeVar Burton
- Scritto da: René Echevarria

### Trama
Data Stellare 51145.3. I servizi segreti della Flotta scoprono una rete di sensori nemica posizionata in un punto strategico che le consente di monitorare tutte le rotte delle navi, comprese quelle della Federazione e anticiparne le mosse; per questo motivo l'ammiraglio Ross manda la USS Defiant a metterla fuori uso: Sisko però non parteciperà alla missione perché riceve una promozione. Intanto su Terok Nor arriva la femmina mutaforma che rappresenta i Fondatori, che è bloccata nel quadrante Alfa a causa del campo minato attorno al tunnel. La Mutaforma si rammarica ancora del fatto che Odo abbia scelto i solidi, reputando che l'abbia fatto per i sentimenti che prova per Kira. La donna si offre di legarsi con Odo per dargli un po' della pace e della chiarezza del Grande Legame e lui accetta, cosa che sconvolge Kira, che sospetta che la Cambiante stia manipolando Odo. Intanto Damar confida a Quark che ha trovato un modo per disattivare le mine. Kira e la resistenza organizzano un modo per fermare il piano di Damar per disattivare le mine; l'esecutore materiale è Rom, che confida sulla disattivazione della griglia di sicurezza da parte di Odo, che però non esegue l'intervento. Rom viene arrestato e Kira, furiosa, affronta Odo, che le dice che si stava fondendo con la femmina mutaforma e che non riteneva importante assolvere i suoi compiti per la resistenza.
- Altri interpreti: Jeffrey Combs (Weyoun), Marc Alaimo (Dukat), Max Grodénchik (Rom), Aron Eisenberg (Nog), Casey Biggs (Damar), Barry Jenner (ammiraglio Ross), Salome Jens (femmina mutaforma)

## Aiuta gli audaci
- Titolo originale: Favor the Bold
- Diretto da: Winrich Kolbe
- Scritto da: Ira Steven Behr e Hans Beimler

### Trama
Rom viene condannato a morte per cospirazione contro il Dominio e Kira cerca di muovere tutte le pedine possibili per salvarlo. Mentre Dukat si prepara a far detonare il campo minato che circonda il tunnel spaziale, Sisko mette in atto un piano che sembra impossibile: riprendere il controllo di Deep Space Nine. Kira sa che non c'è più tempo e che il campo minato ha giorni contati, e fa in modo di farlo sapere a Sisko tramite un messaggio cifrato. Odo è sempre più confuso, in bilico tra ciò che prova con il Legame, sentimenti che non riesce a spiegare, e la lealtà verso i suoi amici. La Flotta si raduna per sferrare un attacco e impedire che il campo minato venga disabilitato e Nog prende parte all'assalto come neopromosso guardiamarina.
- Altri interpreti: Andrew Robinson (Elim Garak), Jeffrey Combs (Weyoun), Marc Alaimo (Gul Dukat), Max Grodénchik (Rom), Aron Eisenberg (Nog), J.G. Hertzler (generale Martok), Melanie Smith (Tora Ziyal), Casey Biggs (Damar), Chase Masterson (Leeta), Barry Jenner (ammiraglio Ross), Salome Jens (femmina mutaforma)

## Il sacrificio degli angeli
- Titolo originale: Sacrifice of Angels
- Diretto da: Allan Kroeker
- Scritto da: Ira Steven Behr e Hans Beimler

### Trama
Damar esprime a Dukat i suoi dubbi sul comportamento di Ziyal, cosa che manda in bestia il Gul. Sisko e la Flotta partono all'attacco delle forze che difendono Terok Nor, mentre Kira, Jake e Leeta vengono arrestati per comportamenti sediziosi. Quark e Ziyal riescono a liberare i prigionieri, in particolare Rom che ora può sabotare i sistemi difensivi della stazione. Odo, saputo che Kira è ricercata, decide di rimanere sulla stazione rinunciando a riunirsi al Grande Legame, e con la sua squadra di sicurezza uccide i Jem'Hadar che stanno assediando Kira e Rom. Per i Cardassiani iniziano i problemi quando alla Flotta si aggiungono anche i Klingon, ma Dukat riesce a far esplodere il campo minato rendendo inutile il sabotaggio di Rom. La Defiant si dirige verso il tunnel e Dukat dà l'ordine di distruggerla, ma scoprono che le armi della stazione sono fuori uso. Mentre la sua nave è nel tunnel pronta a fronteggiare in una difesa disperata la flotta jem'hadar, Sisko viene "convocato" dai Profeti, che non vogliono che l'Emissario si suicidi: egli a questo punto chiede il loro aiuto per fermare le navi nemiche in modo da salvare i Bajoriani, che li adorano come dèi; loro lo puniscono (in un modo che al momento non viene rivelato) per la sua sfacciataggine, ma eliminano tutte le navi jem'hadar. La Defiant esce dal tunnel senza le tanto attese navi jem'hadar e su Terok Nor, senza armi, si scatena il panico: le forze del Dominio abbandonano la stazione e anche i Cardassiani evacuano la stazione, con estrema rabbia e disperazione di Dukat, che aveva la vittoria in pugno. Va a cercare la figlia per portarla con sé, ma lei rifiuta di seguirlo e gli confessa di aver fatto parte della resistenza contro Cardassia e contro il Dominio. Si dicono addio ma Damar, che ha sentito tutto, la uccide sotto gli occhi di Dukat, che non può far altro che piangere sul cadavere della figlia. Sulla stazione, ritornata a essere Deep Space Nine, tutti o quasi festeggiano: Garak scopre ben presto che l'amata è morta e Dukat ora non è altro che un povero padre impazzito dal dolore.
- Altri interpreti: Andrew Robinson (Elim Garak), Jeffrey Combs (Weyoun), Marc Alaimo (Gul Dukat), Max Grodénchik (Rom), Aron Eisenberg (Nog), J.G. Hertzler (generale Martok), Melanie Smith (Tora Ziyal), Casey Biggs (Damar), Chase Masterson (Leeta), Barry Jenner (ammiraglio Ross), Salome Jens (femmina mutaforma)

## Siete cordialmente invitati...
- Titolo originale: You are Cordially Invited...
- Diretto da: David Livingston
- Scritto da: Ronald D. Moore

### Trama
Data Stellare 51247.5. Sulla stazione arriva Sirella, moglie di Martok e possibile officiante del matrimonio di Worf e Jadzia: infatti la femmina klingon deve esaminare le motivazioni della sposa e decretare se è degna di entrare nel casato di Martok. Subito le due si scontrano, perché è ovvio che a Sirella Jadzia non piace, anche perché è una Trill e non la ritiene adatta al mondo klingon. Alla festa di addio al nubilato, Sirella si presenta senza essere invitata e con i suoi modi offende Jadzia, che la colpisce. Worf vuole che la fidanzata si scusi, ma lei non cede e il matrimonio salta. Saranno Sisko e Martok a convincere rispettivamente Jadzia e Worf a rivedere alcune loro posizioni estreme. Il matrimonio finalmente si farà e Sirella darà il benvenuto a Jadzia nel casato di Martok.
- Altri interpreti: J.G. Hertzler (Martok), Marc Worden (Alexander Rozhenko), Shannon Cochran (Sirella), Chase Masterson (Leeta), Aron Eisenberg (Nog), Max Grodénchik (Rom), Sidney S. Liufau (Manuele Atoa)

## Resurrezione
- Titolo originale: Resurrection
- Diretto da: LeVar Burton
- Scritto da: Michael Taylor

### Trama
Quando uno sconosciuto si materializza a bordo di Deep Space Nine e prende Kira in ostaggio, la Bajoriana rimane di sasso nel vedere che questa persona è identica a Vedek Bareil. Lo sconosciuto si rivela essere il Bareil proveniente dall'Universo dello Specchio in fuga da un'Alleanza che sta tentando di catturarlo. Ben presto Kira si lascia sedurre dall'illusione di poter riprendere la relazione con l'uomo che amava, solo che Antos nasconde un segreto: è in combutta con l'attendente Kira dello Specchio e tramano qualcosa insieme. L'incontro con un Cristallo e il fatto che tutti lo guardano con adorazione e speranza pensando che lui sia l'amato Vedek Bareil, lo fanno entrare in crisi con la sua coscienza e vacillare nel suo proposito: rubare proprio il Cristallo. Quando sarà a un passo dal poterlo prendere, verrà scoperto dalla vera Kira, che però aveva già dei sospetti per via di alcune cose che le aveva raccontato Quark. Antos non riuscirà a portare a termine il furto: stordirà la Kira dello Specchio e, poco prima di teletrasportarsi di nuovo nel suo universo, chiederà scusa a Nerys.
- Altri interpreti: John Towey (Vedek), Philip Anglim (Bariel Antos)

## Probabilità statistiche
- Titolo originale: Statistical Probabilities
- Diretto da: Anson Williams
- Scritto da: Pam Pietroforte e René Echevarria

### Trama
Ora che il passato di Bashir è stato rivelato, gli viene chiesto di lavorare con un gruppo di persone che, come lui, hanno subito interventi genetici. Bashir si trova quindi con alcune persone che, differentemente da lui, hanno subito un intervento di miglioria genetica, ma i medici che li hanno operati non erano competenti come quello che ha aiutato Julian e hanno avuto dei pesanti effetti collaterali a livello psichiatrico. Ognuno di loro presenta un tratto caratteriale predominante: Jack aggressività, Lauren sensualità, Patrick frivolezza, Sarina timidezza. Si spera che Bashir possa aiutare queste persone a inserirsi normalmente nella società. Ascoltando un discorso di Damar, senza conoscere gli antefatti, hanno ricostruito l'intera serie di accadimenti semplicemente dal tono della voce del nuovo Gul. In seguito al discorso si apre un colloquio di pace tra Federazione, Cardassia e Weyoun; i quattro potenziati, ascoltando la registrazione dei negoziati, riescono in modo geniale e sottile a capire che i Fondatori stanno negoziando perché hanno in mente qualcosa: cedendo una parte del territorio vogliono un pianeta ricco di minerale adatto alla produzione del bianco. Non solo: i potenziati riescono a fare una proiezione geopolitica a lungo termine di cosa è meglio fare; purtroppo giungono alla conclusione che l'unico modo di sopravvivere è arrendersi, affinché nasca in futuro una ribellione che sconfiggerà il Dominio e facendo rinascere una Federazione nuova e più forte. Naturalmente Sisko non ne vuole sapere, e Bashir se la prende; senza volerlo i quattro potenziati fanno quello per cui sono loro stessi illegali: vogliono prendere il potere per evitare il disastro. Bashir riesce a fermarli in tempo grazia all'aiuto di Sarina e riflette su quanto accaduto.
- Altri interpreti: Jeffrey Combs (Weyoun), Tim Ransom (Jack), Jeannetta Arnette (dott.ssa Loews), Hilary Shepard (Lauren), Michael Keenan (Patrick), Casey Biggs (Damar), Faith Salie (Sarina Douglas)

## I magnifici Ferengi
- Titolo originale: The Magnificent Ferengi
- Diretto da: Chip Chalmers
- Scritto da: Ira Steven Behr e Hans Beimler

### Trama
Il Grande Nagus Zek chiama Quark: Ishka è stata fatta prigioniera dal Dominio e chiede al Ferengi di andare a salvarla. Quark chiede aiuto a Rom e gli confida che Zek e la loro madre sono amanti e che lei è la consigliera del Nagus. Quark è deciso a coinvolgere solo Ferengi e arruola un sicario suo conoscente, Leck, il cugino Gaila assieme ai fidati Rom e Nog; in ultimo si unisce alla squadra l'ex liquidatore Brunt che fornisce la nave necessaria alla missione. Dato che le simulazioni di battaglia sul ponte ologrammi sono un disastro, decidono di trattare la cosa come un affare: scambieranno Keevan, il Vorta prigioniero della Federazione, con Ishka e per questo danno appuntamento ai Jem'Hadar su Empok Nor. Durante un litigio tipicamente ferengi sul compenso, Keevan rimane ucciso, lasciando Quark senza merce di scambio. Nog applica al cadavere dei trasmettitori neurali che tramite impulsi elettrici lo fanno camminare; i sei ingannano, anche se solo per il tempo necessario, Yelgrun, il Vorta che ha in ostaggio Ishka. Quando però se ne accorge, ne scaturisce uno scontro a fuoco che lascia i Ferengi vincitori: uccidono i Jem'Hadar, liberano Ishka e riportano su Deep Space Nine un altro Vorta in cambio di Keevan.
- Altri interpreti: Jeffrey Combs (Brunt), Max Grodénchik (Rom), Aron Eisenberg (Nog), Cecily Adams (Ishka), Josh Pais (Gaila), Christopher Shea (Keevan), Hamilton Camp (Leck), Chase Masterson (Leeta), Iggy Pop (Yelgrun)

## Valzer
- Titolo originale: Waltz
- Diretto da: René Auberjonois
- Scritto da: Ronald D. Moore

### Trama
Data Stellare 51408.6. La USS Honshu sta trasportando Dukat alla stazione 621 perché possa essere consegnato alle autorità della Federazione ed essere processato per crimini di guerra. Sisko lo accompagna ed è in biblico tra il disprezzo per il Cardassiano e la pena per lui a causa del lutto per Ziyal. Vengono attaccati da una nave cardassiana e la Honshu viene distrutta. La Defiant parte alla ricerca dei superstiti, senza sapere che Sisko e Dukat sono precipitati su un pianeta deserto. Sisko è ferito e ben presto si accorge che Dukat, tutt'altro che guarito dal trauma della morte della figlia, non è mentalmente in sé. L'ex Gul riesce a fuggire dal pianeta, non senza aver informato la Defiant sulla posizione di Sisko, affinché lo tragga in salvo.
- Altri interpreti: Jeffrey Combs (Weyoun), Marc Alaimo (Gul Dukat), Casey Biggs (Damar)

## Chi piange per Morn?
- Titolo originale: Who Mourns for Morn?
- Diretto da: Victor Lobl
- Scritto da: Mark Gehred-O'Connell

### Trama
La nave su cui sta viaggiando Morn finisce in una nebulosa e viene distrutta; Morn è morto e Quark viene a sapere che è l'erede universale dei suoi averi. Il Ferengi pensa di aver avuto il colpo di fortuna della vita, ma ben presto scopre che Morn era pieno di debiti e si presentano alla sua porta due loschi figuri, con cui Morn era indebitato, e compare anche Larell, la bellissima ex moglie di Morn, disposta a concedere certi "favori" al Ferengi in cambio della spartizione della fortuna che lei sa che Morn ha accumulato e nascosto in una cassetta di sicurezza. La faccenda si complica quando si scopre che Morn era un principe ereditario: raggiunta la maggior età, ha rinunciato al titolo e la famiglia gli ha dato un sacco di latinum, che però alla sua morte deve ritornare alla casa reale. Altre complicazioni si aggiungono all'arrivo di Hain, che dice di essere stato incaricato dalla famiglia reale di recuperare i lingotti, ma è evidente cha anche lui è un truffatore. Morn non era un principe, Larell non è la ex moglie del defunto: Morn era il loro complice nel furto del secolo, ora caduto in prescrizione, e Morn era scappato con la refurtiva, gabbando i suoi soci. Il latinum è in arrivo sulla stazione, sbloccato da Quark, il titolare del conto, e decidono tutti di dividere il bottino, ma al momento di spartire iniziano una sparatoria. Vengono tutti arrestati e Quark scopre che dai lingotti è estratto tutto il latinum e che sono senza valore. Viene fuori che Morn è ancora vivo: aveva finto la sua morte e nascosto il latinum nel suo secondo stomaco, e si farà perdonare da Quark donandogliene un po'.
- Altri interpreti: Gregory Itzin (Hain), Brad Greenquist (Krit), Bridget Ann White (Larell), Cyril O'Reilly (Nahsk), Mark Allen Shepherd (Morn / ufficiale bajoriano)

## Lontano, oltre le stelle
- Titolo originale: Far Beyond the Stars
- Diretto da: Avery Brooks
- Scritto da: Marc Scott Zicree, Ira Steven Behr e Hans Beimler

### Trama
Un amico di Sisko muore durante una battaglia contro il Dominio, e Benjamin è stanco di continuare a perdere persone a cui è affezionato. Sisko ha delle strane visioni in cui incrocia sulla stazione personaggi degli anni '50 del XX secolo. Quando perde conoscenza, si ritrova proiettato nel 1953 dove è Benny Russell, uno scrittore di fantascienza di colore che deve combattere contro i pregiudizi razziali dell'epoca. Qui incontra tutti coloro che hanno a che fare con Deep Space Nine, anche se lui non ne ha memoria; sa solo che in redazione gli hanno dato un disegno attorno a cui scrivere un racconto. Il disegno lo tormenta e lo porta a scrivere una storia intitolata Deep Space Nine, una stazione spaziale comandata da un capitano nero di nome Benjamin Sisko. Nella storia ci sono tutti i personaggi di Deep Space Nine e in redazione piace a tutti, solo che Douglas Pabst, il redattore capo (che ha le sembianze di Odo), non vuole fare una crociata sulla parità dei diritti dei neri e rifiuta la pubblicazione. Successivamente Benny subisce un pestaggio da parte di due poliziotti bianchi, Ryan e Mulkahey (Dukat e Weyoun), che precedentemente hanno ucciso Jimmy (Jake), un giovane ladruncolo per tentato furto di auto. L'editore manda al macero il racconto di Benny, che viene anche licenziato: Benny ha una crisi di rabbia e frustrazione per l'ingiustizia di cui è vittima, crisi che arriva a procurargli un malore. Il 1953 e il XXIV secolo si fondono fino a che Sisko si risveglia su Deep Space Nine: il dottor Bashir non si spiega cosa sia successo agli schemi neurali del capitano e Sisko si pone la domanda filosofica se loro esistono veramente, o se sono il frutto della mente di uno scrittore che li sta sognando e che sta scrivendo di loro.
- Altri interpreti: Brock Peters (predicatore / Joseph Sisko), Jeffrey Combs (Kevin Mulkahey / Weyoun), Marc Alaimo (Burt Ryan / Dukat), J.G. Hertzler (Roy Ritterhouse / Martok), Aron Eisenberg (strillone / Nog), Penny Johnson Jerald (Cassie / Kasidy Yates)
- Questa puntata ha la particolarità di far vedere gli attori che interpretano gli alieni della serie (Kira, Quark, Dukat, Odo, Nog, Worf, Weyoun, Martok) recitare senza trucco prostetico.

## Una piccola grande nave
- Titolo originale: One Little Ship
- Diretto da: Allan Kroeker
- Scritto da: David Weddle e Bradley J. Thompson

### Trama
Data Stellare 51474.2. La Defiant vuole analizzare una strana nebulosa che porterebbe chiarimenti nello studio ed eventuale costruzione di condotti a transcurvatura; per far questo inviano il runabout Rubicone che, una volta entrato nella nube, viene sottoposto a un processo di miniaturizzazione causato dalle radiazioni che irradiano dal centro della nebulosa stessa. Durante la missione la Defiant viene attaccata e abbordata dai Jem'Hadar; a questo punto Bashir, Dax e O'Brien, nascosti nella mininavicella, costituiscono l'ultima speranza per Sisko e i suoi. I motori della Defiant sono fuori uso e i Jem'Hadar obbligano Sisko e gli altri a riparare il danno, poiché non conoscono la tecnologia, mentre per la nave si aggira il minuscolo runabout in cerca di un modo per aiutare Sisko e gli altri. Riescono naturalmente nell'intento di neutralizzare i Jem'Hadar; Odo inaspettatamente si diverte a prendere in giro O'Brien e Bashir, dicendo loro che sono di alcuni centimetri più bassi, con sommo divertimento di Quark.
- Altri interpreti: Aron Eisenberg (Nog), Scott Thompson Baker (primo jem'hadar Kudak'Etan), Fritz Sperberg (secondo jem'hadar Ixtana'Rax), Leland Crooke (Vorta), Christian Zimmerman (terzo jem'hadar Lamat'Ukan)

## Onore tra i ladri
- Titolo originale: Honor Among Thieves
- Diretto da: Allan Eastman
- Scritto da: Philip Kim e René Echevarria

### Trama
Il capo O'Brien viene infiltrato in un'operazione riguardante il Sindacato di Orione su Farius I. Miles, che si fa chiamare Connolly, riesce a conquistare la fiducia di un trafficante, Bilby, che ha comprato per conto del suo capo Raimus dei disgregatori klingon. Il piano è uccidere con quelle armi l'ambasciatore klingon locale, in modo che sembri che l'assassinio ricada su Gowron, indebolendo così l'alleanza tra Federazione e Klingon. Miles scopre anche che dietro all'attentato ci sono i Vorta, quindi il Dominio. O'Brien allerta il suo contatto che l'ha infiltrato e lui decide di avvisare i Klingon, anziché fermare l'attentato; così facendo Bilby cadrà dritto nella trappola. A Miles, che nel frattempo ha fatto amicizia con il ladro, ripugna tradire una persona che pone tanta fiducia in lui e lo avvisa. Costui è sconvolto dall'essere stato tradito da uno che credeva un amico, ma decide comunque di dare corso all'attentato nella speranza di venire ucciso: così facendo il Sindacato forse penserà che lui era all'oscuro di tutto, anche del fatto che Miles era un infiltrato, e risparmierà la sua famiglia, poiché è sposato con figli. Prima di andare a morire, Bilby chiede a O'Brien di prendersi cura di Chester, il suo gatto.
- Altri interpreti: Michael Harney (Chadwick), Carlos Carrasco (Krole), John Chandler (Flith), Leland Crooke (Vorta Gelnon), Joseph Culp (Raimus), Nick Tate (Liam Bilby)

## Cuori klingon
- Titolo originale: Change of Heart
- Diretto da: David Livingston
- Scritto da: Ronald D. Moore

### Trama
Data Stellare 51597.2. Worf e Jadzia devono partire per una missione per permettere la fuga di Lasaran, un importante dissidente cardassiano, da una base del Dominio; per evacuarlo si danno appuntamento su un pianeta in cui devono attraversare una foresta pluviale per raggiungere il punto di rendez vous. Durante un attacco notturno dei Jem'Hadar, Jadzia rimane ferita in modo serio. Worf abbandona la missione e mette a repentaglio la sua stessa carriera per salvare la vita della moglie; riesce a riportare Jadzia su Deep Space Nine, decisione che porta alla morte di Lasaran con tutto il suo bagaglio di informazioni preziose. Worf non verrà deferito alla corte marziale per non far sapere della missione ai nemici, ma il suo grave errore rimarrà nel suo curriculum e non gli verrà mai più assegnato un comando.
Intanto O'Brien si mette in testa di imparare a giocare a Tongo, un gioco d'azzardo nel quale Quark è imbattuto da 207 partite di seguito; visto che non ci è portato, convince Julian a sfruttare le sue abilità di potenziato, ma Quark abilmente e lealmente lo distrae durante la partita e lo batte.
- Altri interpreti: Todd Waring (Lasaran)

## Torti peggiori della morte
- Titolo originale: Wrongs Darker Than Death or Night
- Diretto da: Jonathan West
- Scritto da: Ira Steven Behr e Hans Beimler

### Trama
Nel giorno dell'anniversario della nascita della madre, Kira riceve un messaggio da Dukat che le rivela che sua madre, Kira Meru, è stata la sua amante e che per Dukat ha lasciato Daier, suo marito e padre di Nerys. La reazione del maggiore è di incredulità: nondimeno si sente rosa dai dubbi perché la rivelazione di Dukat è sostenuta dalla conoscenza di particolari intimi di Meru. Kira dunque chiede all'Emissario l'intercessione affinché possa accedere al Cristallo del Tempo per verificare le affermazioni di Dukat. Nerys si ritrova indietro nel tempo, rivedendo i genitori e se stessa da piccola; durante la sua permanenza arriva l'annuncio che sta per essere terminata la stazione di Terok Nor e che alcune donne bajoriane dovranno recarsi sulla stazione per "far compagnia" ai soldati cardassiani; vengono scelte tra le altre anche Nerys e Meru, quest'ultima subito notata dal Prefetto Dukat. Ben presto Nerys è costretta a vedere sotto nuova luce il ricordo che aveva della madre apprendendo che era divenuta sì amante di Dukat e collaborazionista, ma con la benedizione del marito, dacché aveva preso una tale decisione per ottenerne, in cambio, cibo per se stessa e per la sua famiglia.
- Altri interpreti: Leslie Hope (Kira Meru), Marc Alaimo (Dukat), David Bowe (Basso Tromac), Wayne Grace (Legato Parek), Tim deZarn (Halb Daier), Thomas Kopache (Kira Taban)

## Inquisizione
- Titolo originale: Inquisition
- Diretto da: Michael Dorn
- Scritto da: Bradley J. Thompson e David Weddle

### Trama
Secondo i risultati di un'investigazione interna, Bashir risulta essere una spia del Dominio e l'agente Sloan della Sezione 31 della Flotta Stellare è disposto a utilizzare qualsiasi metodo per dimostrare questa ipotesi. Il medico viene accusato di essere stato reclutato durante il suo rapimento durato cinque settimane e di aver subito una specie di lavaggio del cervello in modo che lui stesso non sia consapevole di essere una spia del Dominio. Dopo essere stato sottoposto a duri interrogatori e anche a delle messinscene sul ponte ologrammi per fargli credere che lavori per Weyoun, il medico non cede e ciò porta l'agente Sloan non solo a convincersi che Bashir è leale alla Flotta, ma a offrirgli un posto nella Sezione 31. Julian, disgustato dai loro modi, rifiuta, ma Sisko ne vuole sapere di più di questo reparto segretissimo e ordina a Bashir, la prossima volta che gli faranno l'offerta, di accettare.
- Altri interpreti: William Sadler (Luther Sloan), Jeffrey Combs (Weyoun), Samantha Mudd (Chandler), Benjamin Brown (Kagan)

## La coscienza di un ufficiale
- Titolo originale: In the Pale Moonlight
- Diretto da: Victor Lobl
- Scritto da: Peter Allan Fields e Michael Taylor

### Trama
Data Stellare 51721.3. Sisko, stanco di leggere lunghi elenchi di compagni dispersi o deceduti e sconfortato dalla conquista di Betazed da parte dei Jem'Hadar, con l'aiuto di Garak mette in atto un piano per ingannare i Romulani, facendo credere loro che il Dominio stia per invaderli: questo dovrebbe far uscire gli alieni dal loro comportamento neutrale e costringerli a prendere posizione a fianco della Flotta nella guerra contro il Dominio. Ben presto la cosa va al di là dei suoi propositi iniziali e gli sfugge di mano: l'ambasciatore romulano si accorge che le prove sono contraffatte, e riparte per Romulus deciso a denunciare Sisko, ma non arriverà mai a destinazione perché una bomba distruggerà la sua navetta. Le prove portano al Dominio, e i Romulani si alleano con la Flotta nel conflitto per rappresaglia, ma Sisko sa che a mettere la bomba è stato Garak. Affrontatolo, il sarto non nasconde la sua responsabilità, rinfacciando che in fondo ha fatto quello per cui Sisko l'aveva ingaggiato, ossia creare le condizioni affinché i Romulani entrassero nel conflitto a fianco della Federazione.
- Altri interpreti: Andrew Robinson (Elim Garak), Stephen McHattie (Vreenak), Howard Shangraw (Grathon Tolar), Jeffrey Combs (Weyoun), Casey Biggs (Damar)

## A modo suo
- Titolo originale: His Way
- Diretto da: Allan Kroeker
- Scritto da: Ira Steven Behr e Hans Beimler

### Trama
Bashir porta i suoi amici sul ponte ologrammi nel nuovo programma ambientato nel locale di Vic Fontaine, ambientato nella Las Vegas degli anni '60 del XX secolo; l'ologramma di Vic è programmato per sapere di essere un ologramma e per adattarsi alle persone del XXIV secolo. Odo va in crisi perché viene a sapere che Kira va su Bajor a trovare il Primo Ministro Shakaar Edon ed è depresso perché nell'ultimo anno, nonostante il maggiore fosse libera, lui non si è mai fatto avanti e ora teme un ritorno di fiamma tra i due. Per tentare di aprire una breccia nel cuore di Kira, Odo si affida proprio a Vic Fontaine. L'ologramma, vedendo che non sta cavando un ragno dal buco, con un inganno fa credere a ognuno dei due che l'altro è un ologramma e organizza una cena. Alla fine del pasto si rendono conto dell'incontro, ma si accorgeranno anche dei sentimenti che provano l'uno per l'altra.
- Altri interpreti: James Darren (Vic Fontaine), Debi A. Monahan (Melissa), Cyndi Pass (Ginger), Mark Allen Shepherd (Morn)

## Il giudizio
- Titolo originale: The Reckoning
- Diretto da: Jesús Salvador Treviño
- Scritto da: Harry Werksman, Gabrielle Stanton e David Weddle

### Trama
Sisko viene convocato quale Emissario a B'hala sul luogo del ritrovamento di un importante manufatto bajoriano molto antico sul quale ci sono dei geroglifici che iniziano con «Benvenuto emissario». Dopo un'improvvisa visione dei Profeti sul luogo del ritrovamento, Sisko decide di portare il manufatto su Deep Space Nine per poter approfondire la traduzione dei geroglifici, ma Kai Winn è decisa a riportare il manufatto su Bajor, a ogni costo. La traduzione dello scritto si rivela di stampo apocalittico e sembra profetizzare la distruzione di Deep Space Nine; iniziano degli strani fenomeni spaziali che mettono in pericolo la stazione e su Bajor si abbattono delle sciagure meteorologiche. La Kai ottiene di farsi restituire il manufatto, mentre Kira spiega a Sisko che la Kai è gelosa di lui: lei ha passato la vita a pregare i Profeti e loro non le hanno mai parlato, mentre lo fanno con l'Emissario, per giunta un non Bajoriano e "infedele". Stanco del modo di comunicare dei Profeti con enigmi, Sisko distrugge in un moto di rabbia la stele: dai frammenti si innalzano delle strane emanazioni energetiche che subito scompaiono. Odo e Jadzia non rilevano niente e Sisko ora deve spiegare alla Kai l'accaduto. La donna, molto meschina, crede che l'Emissario l'abbia fatto per non doverla restituire. L'energia rilasciata dalla tavoletta, che si rivela essere un Profeta, si è impossessata di Kira, che annuncia di stare aspettando un Pah-wraith, un alieno bandito dal Tempio Celeste, per lo scontro finale. Sisko vuole fare evacuare la stazione, mentre la Kai si prostra davanti al Profeta mettendosi al suo servizio, ma la divinità la ignora. Il Pah-wraith arriva e si impossessa del corpo di Jake; inizia la battaglia e Sisko non vuole comunque fermarla perché ha fede che i Profeti proteggeranno in ogni caso suo figlio. Interviene però la Kai, che con un'emissione di radiazioni interrompe lo scontro evitando che giunga a compimento. Kira affronta la Kai ed è furiosa: accusa Winn di essere intervenuta perché gelosa di Sisko, disposto a rischiare la vita del suo unico figlio, e della sua fede, che si è dimostrata maggiore e più forte di quella della Kai.
- Altri interpreti: James Greene (Koral), Louise Fletcher (Kai Winn)

## La Valiant
- Titolo originale: Valiant
- Diretto da: Michael Laurence Vejar
- Scritto da: Ronald D. Moore

### Trama
Data Stellare 51825.4. Jake e Nog stanno andando su Ferenginar quando vengono attaccati da una nave jem'hadar; in loro soccorso arriva la USS Valiant che li trae in salvo. Sulla nave scoprono che l'equipaggio è composto solo dai cadetti dell'esclusivissima Squadra Rossa: il loro capitano è morto in un attacco e il comando è stato preso dal cadetto più anziano. Nog viene promosso sul campo al grado di tenente ed è eccitato dal far parte della tanto ambita squadra, ma Jake si accorge che il giovane capitano Watters si sta prendendo un po' troppo sul serio, così come la cerchia dei suoi ufficiali al comando. Le sue obiezioni lo portano alla detenzione, mentre Watters ordina un attacco ardito contro una nave jem'hadar. L'attacco non riesce come previsto e gli alieni infliggono pesanti perdite alla Valiant: la maggior parte dei giovani ufficiali muore e la nave è pesantemente danneggiata. Nog si ritrova al comando perché è il sopravvissuto dal grado più elevato e ha il buon senso di ordinare l'evacuazione della nave poco prima che venga distrutta. I pochi sopravvissuti, tra cui anche Jake, verranno salvati dalla Defiant e Nog avrà il tempo di capire che Watters è stato sì un ufficiale molto coraggioso, ma anche un pessimo capitano.
- Altri interpreti: Aron Eisenberg (Nog), Paul Popowich (Tim Watters), Courtney Peldon (Farris), David Drew Gallagher (Riley Shepard), Ashley Brianne McDonogh (Collins), Scott Hamm (Parton), Mark Allen Shepherd (Morn)

## Profitti e merletti
- Titolo originale: Profit and Lace
- Diretto da: Alexander Siddig
- Scritto da: Ira Steven Behr e Hans Beimler

### Trama
Il Grande Nagus Zek e Ishka arrivano su Deep Space Nine annunciando che il Nagus ha emendato la legge ferengi per concedere pari opportunità alle donne. Tuttavia questa decisione ha gettato la società nel caos: Zek è stato deposto e la sua carica è occupata in via temporanea dal liquidatore Brunt, che assumerà definitivamente la carica di Grande Nagus entro pochi giorni. Quark, Rom e Zek iniziano a darsi da fare per evitare che il liquidatore prenda il potere convocando su Deep Space Nine i 432 commissari ferengi. Nessuno di loro però risponde alla chiamata, tranne Nilva, che parte per conoscere questa femmina ferengi. Il problema è che Ishka ha un malore in seguito a un litigio con Quark e non può incontrare il commissario; Quark allora si traveste da femmina per ingannare il Ferengi, che non solo ammira il suo ingegno negli affari, ma prova anche a sedurlo, ignorando che è un maschio. Brunt prova a sbugiardare Quark, ma lui si spoglia rivelando i suoi "attributi femminili", che Bashir aveva provveduto ad aggiungere. Brunt viene liquidato come bugiardo e Nilva sosterrà il Grande Nagus Zek nella sua riconferma. Inaspettatamente, l'esperienza di Quark come femmina lo porterà a capire le condizioni a volte di oppressione a cui sono sottoposte le donne e a trattare quindi meglio le sue ragazze Dabo.
- Altri interpreti: Henry Gibson (Nilva), Jeffrey Combs (Brunt), Max Grodénchik (Rom), Aron Eisenberg (Nog), Cecily Adams (Ishka), Chase Masterson (Leeta), Tiny Ron (Maihar'du), Sylvain Cecile (Uri'lash), Symba Smith (Aluura), Wallace Shawn (Grande Nagus Zek)

## Orfana del tempo
- Titolo originale: Time's Orphan
- Diretto da: Allan Kroeker
- Scritto da: Joe Menosky e Bradley J. Thompson

### Trama
O'Brien, riunitosi con la sua famiglia, decide di festeggiare con un picnic su Golana, ma durante il picnic Molly cade all'interno di un portale temporale che la scaglia trecento anni nel passato, quando quel pianeta era disabitato. Con l'aiuto del personale della stazione spaziale si riesce a recuperare Molly ma, a causa di un errore di calcolo, sulla piattaforma del teletrasporto si materializza Molly a diciotto anni. La ragazza è una selvaggia, essendo cresciuta da sola per dieci anni senza contatti con chicchessia, e a malapena si ricorda dei suoi genitori. Quando la riportano sulla stazione, Molly si rattrista perché vuole tornare a casa, che per lei è Golana. Per calmarla, Miles e Keiko la portano sul ponte ologrammi; quando sono costretti a interrompere il programma, la ragazza diventa violenta e aggredisce un avventore di Quark. L'alieno sporge denuncia e Sisko è costretto a dar corso alla giustizia: riferisce che Molly verrà rinchiusa in un centro psichiatrico. Pur di evitarlo, Miles e Keiko organizzano la sua fuga. Vogliono riportarla su Golana, rispedirla nel passato e subito dopo distruggere il portale in modo che non possa più essere catturata. Gli O'Brien dicono addio alla figlia; passata dall'altra parte, per un breve istante incontra la se stessa piccola di quando si era persa e l'aiuta a tornare indietro dai suoi genitori che, felici e increduli, la riabbracciano.
Intanto Jadzia si prende l'impegno di badare a Kirayoshi, l'altro figlio degli O'Brien. Worf, nel tentativo di dimostrare alla moglie di essere un buon padre, bada al piccolo mentre Jadzia è impegnata nel suo lavoro. Mentre stavano giocando, Kirayoshi cade e si fa un bernoccolo; è un incidente banale che capita a tutti i bimbi, ma Worf si colpevolizza eccessivamente, dichiarandosi un fallimento come potenziale padre, mentre per gli altri non è successo niente di che. Sarà Jadzia a far scendere a più miti consigli il marito.
- Guest star: Rosalind Chao (Keiko O'Brien)
- Altri interpreti: Hana Hatae (Molly O'Brien), Michelle Krusiec (Molly a 18 anni)

## Il suono della sua voce
- Titolo originale: The Sound of Her Voice
- Diretto da: Winrich Kolbe
- Scritto da: Pam Pietroforte e Ronald D. Moore

### Trama
Data Stellare 51948.3. A bordo della USS Defiant, Sisko e l'equipaggio ricevono una richiesta di soccorso da parte del capitano Lisa Cusak, la cui capsula di salvataggio è naufragata su un pianeta dopo la distruzione della sua nave. La Defiant inizia così una gara contro il tempo per salvare la vita di Cusak; durante il viaggio, tutti ascoltano vari brani della lunga registrazione della voce della donna. Quando finalmente riescono a comunicare con lei, iniziano a parlarle; la donna, rimasta sola per molto tempo, si rivela una gran chiacchierona e, anche se a distanza, fa amicizia con tutti gli ufficiali, che si alternano alle comunicazioni per tenerle compagnia. Cusak, per sopravvivere nell'atmosfera, deve assumere del triossido, ma le scorte stanno finendo. Nel frattempo Sisko spinge la nave al massimo e, quando arrivano, scoprono che la donna è morta da tre anni: una strana forma di energia che circonda il pianeta l'ha messa in comunicazione attraverso il tempo con l'equipaggio della Defiant, che non può fare altro che raccogliere le sue spoglie e dar loro una degna sepoltura su Deep Space Nine. Nessuno l'ha conosciuta di persona, ma sono tutti profondamente rattristati della sua morte, come se avessero perso un'amica.
Intanto Quark convince Odo che per il suo primo mese insieme a Kira deve festeggiare alla grande: spera così di distrarlo con i preparativi della serata per poter organizzare i suoi loschi traffici mentre il connestabile ha la testa altrove. Odo cambia i piani di festeggiamenti all'ultimo minuto scombinando l'appuntamento del Ferengi col trafficante. Per caso ascolta casualmente le lamentele di Quark sul fatto che il più grosso affare della sua vita è sfumato e che verrà arrestato, dicendo che è stato proprio lui a incoraggiare Odo a dichiararsi a Kira. Il mutaforma decide di fargliela passare liscia, voltandosi dall'altra parte e trascorrendo la serata con la fidanzata sul ponte ologrammi, mentre il barista conclude la sua transazione illegale.
- Altri interpreti: Debra Wilson (Lisa Cusak – voce), Penny Johnson Jerald (Kasidy Yates), Mark Allen Shepherd (Morn)

## Le lacrime dei Profeti
- Titolo originale: Tears of the Prophets
- Diretto da: Allan Kroeker
- Scritto da: Ira Steven Behr e Hans Beimler

### Trama
Sisko viene incaricato dalla Flotta di organizzare l'invasione di Cardassia. L'ufficiale riesce a mettere d'accordo Romulani e Klingon per il da farsi, quando riceve una visione dai Profeti, che gli fanno capire che non deve lasciare Bajor. Sisko esprime i suoi dubbi all'ammiraglio Ross, che gli ordina di scegliere se fare il capitano o l'Emissario, e Sisko decide per l'attacco. Dukat intanto arriva su Cardassia e informa Weyoun e Damar che hanno sempre affrontato la faccenda dal lato sbagliato, cioè vanno combattuti i Profeti, non i Bajoriani. Per questo officia uno strano rituale in cui libera un Pah-wraith che prende il controllo del suo corpo. Mentre è posseduto, si reca di nascosto al tempio su Deep Space Nine; lì trova Jadzia, che sta pregando i Profeti affinché lei e Worf possano avere un bambino, cosa assai difficile tra le loro due specie, e la aggredisce; dopo di che il Pah-wraith si riversa nel Cristallo custodito nel tempio e lo distrugge. Ciò ha effetto sui Profeti e sul tunnel, che sembra esserne distrutto. A distanza, Sisko si sente male, intuendo che qualcosa non va su Deep Space Nine, mentre la presa di Cardassia si rivela un successo. La Defiant torna alla stazione, dove Worf fa appena in tempo a dire addio alla moglie Jadzia; Bashir è infatti riuscito solo a salvare il simbionte Dax, che però deve tornare subito su Trill per essere reimpiantato. Sisko è disperato: ha perso un'amica cara e i Bajoriani si appoggiano a lui per cercare conforto: i Cristalli si sono oscurati e i Profeti li hanno abbandonati. L'Emissario decide di prendere le distanze da tutto, tornando sulla Terra con Jake, per lavorare al ristorante del padre.
- Altri interpreti: Andrew Robinson (Elim Garak), Jeffrey Combs (Weyoun), Marc Alaimo (Gul Dukat), David Birney (Letant), J.G. Hertzler (generale Martok), Aron Eisenberg (Nog), Casey Biggs (Damar), Barry Jenner (ammiraglio Ross), Michelle Horn (Saghi), Bob Kirsh (Glinn), James Darren (Vic Fontaine)